# Regionalwahl in der Emilia-Romagna 1980
Die Regionalwahl in der Emilia-Romagna 1980 fand am 8. und 9. Juni statt.

## Wahlergebnis
| Listen            | Listen                                        | Stimmen   | %    | Mandate |
| ----------------- | --------------------------------------------- | --------- | ---- | ------- |
|                   | Partito Comunista Italiano                    | 1.359.255 | 48,2 | 26      |
|                   | Democrazia Cristiana                          | 722.614   | 25,6 | 13      |
|                   | Partito Socialista Italiano                   | 290.981   | 10,3 | 4       |
|                   | Partito Socialista Democratico Italiano       | 133.238   | 4,7  | 2       |
|                   | Partito Repubblicano Italiano                 | 122.919   | 4,4  | 2       |
|                   | Movimento Sociale Italiano – Destra Nazionale | 89.734    | 3,2  | 1       |
|                   | Partito Liberale Italiano                     | 59.802    | 2,1  | 1       |
|                   | Partito di Unità Proletaria per il Comunismo  | 40.039    | 1,4  | 1       |
|                   | Partito Democratico – Lista per Trieste       | 2.396     | 0,1  | –       |
| Gesamt            | Gesamt                                        | 2.820.978 | 100  | 50      |
|                   |                                               |           |      |         |
| Ungültige Stimmen | Ungültige Stimmen                             | 137.353   | 4,6  |         |
| Wähler            | Wähler                                        | 2.958.331 | 94,5 |         |
| Wahlberechtigte   | Wahlberechtigte                               | 3.130.800 |      |         |